# Menhir
Menhir (francosko, iz srednje bretonščine: moški - "kamen" in hir - "dolg" ), stoječi kamen, ortostat ali masseba / matseva je velik pokončno stoječ kamen. Menhirje lahko najdemo posamično kot megalit, ali kot del skupine podobnih kamnov. Njihova velikost se lahko precej razlikuje, njihova oblika je na splošno neenakomerna in kvadratna, pogosto ožja proti vrhu. Menhirji so zelo razširjeni po vsej Evropi, Afriki in Aziji, vendar so najštevilnejši v zahodni Evropi; zlasti na Irskem, v Veliki Britaniji in Bretanji. Na teh področjih obstaja približno 50.000 megalitov , medtem ko je 1200 menhirjev samo v severozahodni Franciji. Stoječi kamni običajno težko datirajo, če pa najdejo pod nekateri v Atlantskem Evropi lončenino, jih povezuje s kulturo zvončastih čaš. Zgrajeni so bili v različnih obdobjih prazgodovine kot del večje megalitske kulture, ki je cvetela v Evropi in zunaj nje.
Nekatere menhirje so postavili poleg stavb, in imajo pogosto zgodnji ali poseben verski pomen. Tak primer je menihir South Zeal v Devonu, ki je bil podlaga za gradnjo samostana laičnih menihov v 12. stoletju. Samostan je kasneje postal Hotel Oxenham Arms pri South Zeal in stoječi kamen je ostal na mestu v starodavnem udobnem baru v hotelu.
Kadar se pojavijo menhirji v skupinah, so pogosto krožne, ovalne ali podkvaste tvorbe in jih včasih imenujejo megalitski spomenik. To so mesta starodavnih verskih obredov, ki včasih vsebujejo pogrebne komore. Natančna funkcija menhirjev je izzvala več razprav kot katero koli drugo vprašanje v evropski prazgodovini. Skozi stoletja so razmišljali različno: da so jih uporabljali druidi za žrtvovanja ljudi, kot Označevalci teritorija ali elemente kompleksnega ideološkega sistema ali da so delovali kot zgodnji koledarji. Do devetnajstega stoletja starinoslovci niso imeli znanja prazgodovine, njihove referenčne točke so bile v klasični literaturi. Razvoj radiokarbonskega datiranja in dendrokronologija so omogočili več poznavanja na tem področju.
Beseda menhir so arheologi prevzeli iz francoščine (bretonščine) v 19. stoletju. V sodobni welščini so opisani kot maen hir ali "dolg kamen". V sodobni bretonščini je uporabljena beseda peulvan, s peul v pomenu "kol" ali "drog" in van, ki je mehka mutacija besede maen, kar pomeni "kamen".

## Zgodovina
Praktično nič ni znanega o družbeni organizaciji ali verskem prepričanju ljudi, ki so postavili menhirje. Ni sledi o jeziku teh ljudi, vendar pa vemo, da so pokopavali svoje mrtve in imeli znanje pridelovanja žit, kmetije in izdelovali keramiko, kamnita orodja in nakit. Prepoznavanje njihove uporabe je še vedno sporno. Verjetno je, da mnoge uporabljali pri obredih plodnosti in sezonskih ciklih. Do nedavnega so bili menhirji povezani z ljudmi kulture zvončastih čaš, ki je živela v Evropi v času evropskega poznega neolitika in zgodnje bronaste dobe - v poznem tretjem tisočletju pred našim štetjem. Vendar pa nedavne raziskave o starosti megalitov v Bretanji močno kažejo na veliko starejši izvor, morda na šest do sedem tisoč let nazaj.
Veliko menhirjev je graviranih z megalitsko umetnostjo. To jih je pogosto spremenilo v antropomorfne stele, čeprav so pogoste slike predmetov, kot so kamnite sekire, plugi, pastirske palice in jarmi. Z izjemo kamnite sekire, nobeden od teh motivov ni določen, ime se uporablja le za opis. Nekateri menhirji so prelomljeni in so bili vključeni v kasnejše prehodne grobnice, kjer so dobili novo megalitsko umetnost vklesano preko prejšnji podob. Ni znano, ali je bila ta ponovna uporaba namerna ali so graditelji grobnic videli menhir kot priročen vir kamna (Le Roux 1992).
V srednjem veku so za stoječe kamne verjeli, da so jih zgradili velikani, ki so naseljevali zemljo pred svetopisemsko poplavo. Veliko megalitov so uničili zgodnji kristjani, vendar ocenjujejo, da jih je od okoli 50.000 nekoč postavljenih v severni Evropi, še vedno skoraj 10.000 ohranjenih.

## Geografska porazdelitev

### Evropa

#### Skandinavija
V Skandinaviji se menhirji imenujejo bautasteiner ali bautastenar in so jih postavljali še v predrimski železni dobi in kasneje, običajno nad pepelom mrtvih. Postavljeni so bili kot samostojni kamni ali v formacijah, kot so kamnite ladje in kamniti krogi. Včasih so bili tako postavljeni samo kot spomin na velike ljudi, tradicija, ki se je nadaljevala kot kamen z runami.
Frostating, s sedežem pri Tinghaugenu v občini Frosta v okrožju Nord-Trøndelag, Norveška, je bil mesto zgodnjega norveškega sodišča. Lokacijo predstavlja Frostatinget bautasten.
Tradicija je bila najmočnejša v Bornholmu, Gotlandu in Götalandu in zdi se, da so ji sledili Goti v 1. stoletju, na južni obali Baltskega morja, (zdaj severna Poljska), kjer so značilnost kulture Wielbark.

#### Švedska
Na Švedskem so v 13. stoletju menhirje postavili kot markerje za grobove bojevnikov. Naslednje vrstice so vzeti iz sage Heimskringla, Snorrija Sturlusona
Kot je za pogrebne obrede običajno, se najzgodnejša doba imenuje doba upepeljevanja; ker so bili vsi mrtvi zažgani z ognjem, nad njihovim pepelom pa so bili postavljeni stoječi kamni.
Za moške je bilo treba postaviti gomilo, za vse druge bojevnike, ki so se izkazali s hrabrostjo pa stoječi kamen; ta merila so ostala še dolgo po Odinovem času. 
V istem delu je Snorri zapisal, da so Švedi zažgali njihovega mrtvega kralja Vanladeja in postavili kamen nad njegovim pepelom ob reki Skyt (eden izmed pritokov reke Fyris):
Švedi so vzeli njegovo truplo in ga zažgali ob reki imenovani Skytaa, kjer so postavili stoječ kamen nad njim.
Taka tradicija je omenjena tudi v staro nordijski pesnitvi Hávamál.

#### Irska
Irska je bogata z menhirji / stoječimi kamni, ki se običajno nahajajo na poljih in so močno prepereli zaradi slabih vremenskih razmer in izpostavljenosti živine.

#### Češka Republika
Na Češkem obstajajo številni menhirji. Med njimi je najbolj znan menhir Kamenný pastýř (kamniti pastir) v bližini vasi Klobuky

#### Francija
Bretanja izstopa po številu menhirjev, gostoti spomenikov in raznolikosti vrst. Največji ohranjeni menhir na svetu se nahaja v Locmariaquer, v Bretanji in je znan kot Grand Menhir Brisé (Veliki zlomljeni menhir). Je skoraj 20,4  m visok in danes leži zlomljen na štiri kose. Tehtal bi blizu 330 ton, če bi bil nedotaknjen. To ga uvršča na tretje mesto za Thunder Stone (rusko: Гром-Камень) v Sankt Peterburgu in zahodni kamen v zahodnem zidu v Jeruzalemu kot najtežji predmet, ki so ga ljudje preselili brez strojev.
Menhirji postavljeni kot Kamnita vrsta so pogosti. Najbolj znani so kamni v Carnacu v Bretaniji, kjer je več kot 3000 posameznih menhirjev razporejenih v štiri skupine in postavljenih v vrste, ki se raztezajo štiri kilometre daleč. Vsak set je organiziran z najvišjim kamnom na zahodnem delu in krajšim na vzhodnem koncu. Nekateri konci s polkrožnim kromlehom pa so padli ali bili uničeni.
Druga največja koncentracija menhirjev v Franciji je na Cham des Bondons, ki se nahaja na visoki apnenčasti ravnici v granitnih Sevenih (francosko: Cévennes). Danes je mesto zaščiteno kot Parc national des Cévennes. So iz obdobja pašništva. Lokacija je ostala odprta za nadzorovano kurjenje in pašo.
Na otoku Korzika najdemo menhirje v Filitosi, megalitski lokaciji na jugu Korzike. Obdobje naselitve se razteza od konca neolitika in začetka bronaste dobe, do okoli rimskih časov na Korziki.

#### Italija
Menhirji so še posebej pogosti na Sardiniji. Možno jih je videti najmanj 332, vključno s posebej izdelam »kipom-menhirjem«, ki kaže na vrhu človeški obraz in druge spolne simbole na ravnih sprednjih straneh. Našli so več kot sto primerov te standardizirane vrste, večino od njih okoli vasi Laconi.
V sardinščini so znani kot perdas fittas ali perdas lungas.

#### Portugalska
Tudi na Portugalskem je več starodavnih menhirjev. Med temi megalitskimi strukturami je najbolj znan menhir Almendres v Évori.

#### Švica
V francosko govorečem kantonu Vaud v Švici, več menhirjev tvori linearne vzorce v Yverdon-les-Bains. Ti se nahajajo v Clendy in segajo v tretje tisočletje pred našim štetjem.

#### Srbija
Grobnice "Latins" in "Jidovs" v bližini vasi Bovan, severno od Aleksinca v Srbiji so znamenja velikih balvanov.

#### Slovenija
V Krkavčah, vasi v slovenski Istri  se nahaja Krkavčanski kamen (krkavčanski menhir. Je 2,5 m visok nezglajen kamniti megalit. Na njem je izklesana gola človeška podoba (po mnenjih nekaterih božanska podoba)  z razširjenima rokama in sončnim nimbom okrog glave. Polovica kamna je skrita pod nivojem terena. Menhir naj bi datiral v prvo stoletje našega štetja. Danes na mestu stoji replika, original pa je v muzeju.

### Zahodna Azija

#### Armenija
Številne menhirje najdemo širom po Armeniji, kjer jih imenujejo vishapakar (armensko: Վիշապաքար). Vishap v pomenu "zmaj" ali "kača" in Kar' za "kamen"). Kamni so v obliki cigare in so običajno 3 do 6 metrov visoki. Pogosto se nahajajo v gorah v bližini izvirov rek ali ob jezerih. Veliko izmed njih je bilo izrezljanih v obliki rib. Najzgodnejši znani vishapakar menijo, da izvira  med 18. in 16. stoletjem pred našim štetjem. Napis v starem Urartian klinopisu napisan v templju Garni, kaže, da so bili ustvarjeni pred Urartian kraljestvom (pred 8. stoletjem).

#### Izrael
Hebrejski izraz za stoječi kamen je masseba (pl.: massebot, tudi matseva, matsevot). Najbolj znani primeri so iz Kanaanske visoke planote pri Tel Gezer in vsebujejo ravno vrsto desetih kamnitih stel in kvadratno kamnito kad, vse postavljeno istočasno v času srednje bronaste dobe.

#### Iran
Menhirji v Iranu se nahajajo v različnih vaseh in območjih vzhodne province Azarbaijan in na območju Amlash in Deylaman v Gilanu. Dvojni menhir se nahaja tudi na otoku Kharg v Perzijskem zalivu.
Menhirje v perzijščini imenujejo Sang-Afrāsht (سنگافراشت). Obstajajo različne študije, objavljene v iranski periodiki o podrobnostih iranskih menhirjev, posebej v periodiki "Barrasiha-yi Tarikhi" (zgodovinske študije).

### Afrika

#### Afriški rog
Starodavne stoječe kamne najdemo na celotnem območju Afriškega roga. Nekatere od teh starih struktur obstajajo v Qohaitu, Eritreja in datirajo v obdobje pred ustanovitvijo Kraljevine Axum. Axumiti so tudi sami postavili številne velike stele, ki so služile v verski namen v predkrščanskih časih. Eden teh granitnih stebrov je največja tovrstna zgradba na svetu, visoka 27,5 metra.
V severovzhodni Somaliji, na obalnih ravnicah 20 km vzhodno od Alula so našli ruševine starodavnega spomenika v slogu platforme. Struktura je oblikovana kot pravokotni nizki suhozid, prostor je napolnjen z ruševinami in ročno pokrit z majhnimi kamni. Relativno veliki stoječi kamni so nameščeni na vogalih zgradbe. V bližini platforme so grobnice, ki so obkrožene s kamni. S 24 krat 17 m je struktura med največjimi antičnimi platformami in zaprtimi spomeniki posebej v severovzhodni Somaliji. Poleg tega se okoli 200 kamnitih spomenikov (taalos) nahaja v severovzhodnem kraju Botiala, od katerih je večina sestavljena kot možic. Obstajajo številne linije stoječih kamnov na vzhodni strani struktur, ki so podobne tistim na Salweynu, veliki možici pa se nahajajo blizu Heisa. Poleg možicev je na območju Botiala tudi nekaj drugih spomenikov iz suhozidov. Ti so v obliki diskov, z okroglimi prizemnimi elementi, kot tudi nizke, pravokotne platforme. Grobišča v bližini Burao v severozahodnem delu države imajo prav tako številne stare stele.
Med mestom Džibuti in Loyada v Džibutiju so številne antropomorfne in falične stele. Strukture so povezane z grobnicami pravokotnih oblik, ki jih obdajajo navpične plošče. Stele Džibuti-Loyada so negotove starosti, nekateri od njih so okrašene s simbolom "T" oblike.
V Etiopiji mesto Tiya vsebuje 36 menhirjev ali stel. Od teh jih je 32 z vgraviranimi meči in drugimi skrivnostnimi simboli. Starodavne strukture kažejo na prisotnost velikega, prazgodovinskega grobnega kompleksa. To arheološko najdišče je na seznamu svetovne dediščine od leta 1980.

### Južna Amerika
Menhirje so postavili ljudstvo U'wa iz Kolumbije na ozemlju svojih prednikov. Verjamejo, da so menhirji starodavni U'wa  klani, ki so se spremenili v kamnite stebre sveta. Menhirje je mogoče najti tudi v Chita in Chiscas, Boyacá.
Obstaja 114 menhirjev v regionalnem parku Los Menhires v Argentini. Kamni so približno 4 x višji kot široki. Postavili so jih ljudstvo Tafi, avtohtona kultura province Tucumán, in so bili uporabljeni pri obredih plodnosti.

### Jugovzhodna Azija

#### Indija
Pri Mudumali (okrožje Mahabubnagar, Andra Pradeš) je arheološko najdišče okoli 80 velikih menhirjev, nekateri so visoki več kot 4,2 m in več sto manjših menhirjev raztresene po vsem kmetijskem področju. Dr. Rao in njegova ekipa jih je obiskali v poletnem in zimskem solsticiju in enakonočju in ugotovila, da so bile določene vrste kamnov usklajene z vzhajajočim in zahajajočim soncem v teh dneh. "To kaže, da je bila megalitska skupnost tukaj seznanjena s sončnimi trajektorijami", je dejal.